# دانیله اسکیودون
دانیله اسکیودون (انگلیسی: Daniele Sciaudone؛ زادهٔ ۱۰ اوت ۱۹۸۸) بازیکن فوتبال اهل ایتالیا است.
از باشگاه‌هایی که در آن بازی کرده‌است می‌توان به باشگاه فوتبال اسپتزیا، باشگاه فوتبال کوزنتسا کالچو، باشگاه فوتبال سالرنیتانا، باشگاه فوتبال باری، باشگاه فوتبال کاتانیا، و باشگاه فوتبال نووارا اشاره کرد.